# Maria Schrader
Maria Schrader, född 27 september 1965 i Hannover i Västtyskland, är en tysk skådespelare, manusförfattare och regissör. Hon har bland annat varit skådespelare i filmerna Aimée & Jaguar (1999), Kvinnorna på Rosenstrasse (2003) och In Darkness (2011) och den tyska TV-serien Deutschland 83. Hon har även regisserat bland annat filmen Farväl Europa (2016), som handlar om författaren Stefan Zweigs liv och miniserien Unorthodox (2020).